# Lúcio Aprônio Cesiano
Lucio Aprônio Cesiano(em latim: Lucius Apronius Caesianus) foi um senador romano eleito cônsul em 39 primeiro com imperador Calígula e depois com Quinto Sanquínio Máximo. Era filho de Lúcio Aprônio, cônsul sufecto em 8.

## Carreira
Cesiano acompanhou seu pai quando ele foi procônsul da África em 21 e combateu contra o rebelde Tacfarinas como comandante das forças auxiliares. Esta contribuição para a vitória de seu pai lhe valeu um convite para o colégio dos septênviros epulões, um fato celebrado numa inscrição dedicada a Vênus Ericina.
A amizade de Cesiano com o poderoso prefeito do pretório Lúcio Élio Sejano facilitou seu caminho para o pretorado em 32, ano no qual ele chegou a zombar da calvície do imperador Tibério durante o festival da Florália. O ápice de sua carreira se deu em 39, quando foi eleito para o consulado juntamente com Calígula.